# Виленица (Травник)
Виленица је насељено место у Босни и Херцеговини у општини Травник. Административно припада Федерацији Босне и Херцеговине, односно њеном Средњобосанском кантону. Према попису становништва из 2013. у насељу је било 22 становника, а већинску популацију чинили су Бошњаци.

## Становништво
По последњем службеном попису становништва из 2013. године у овом насељу живело је 22 становника, а село је било етнички хетерогено са већинском бошњачком популацијом.
| Националност | 2013. | 1991.        | 1981.        | 1971.        |
| Бошњаци      | —     | 172 (62,77%) | 159 (52,30%) | 152 (32,55%) |
| Хрвати       | —     | 66 (24,09%)  | 114 (37,50%) | 284 (60,81%) |
| Срби         | —     | 13 (4,74%)   | 29 (9,54%)   | 29 (6,21%)   |
| Југословени  | —     | 23 (8,40%)   | 0            | 0            |
| Словенци     | —     | 0            | 1 (0,33%)    | 1 (0,21%)    |
| остали       | —     | 0            | 1 (0,33%)    | 1 (0,21%)    |
| Укупно       | 22    | 274          | 304          | 467          |